# Puig Oriol (Bàscara)
El Puig Oriol és una muntanya de 168 metres que es troba al municipi de Bàscara, a la comarca catalana de l'Alt Empordà.